# Miafisismo
Miafisismo (também chamado de henofisitismo) é uma fórmula cristólogica das Igrejas Orientais Ortodoxas que professam a fé nos três Concílios Ecumênicos. O miafisismo afirma que na pessoa una de Jesus Cristo, Divindade e Humanidade estão unidas em uma única ou singular natureza ("physis"), as duas estão unidas sem separação, sem confusão e sem alteração.
Historicamente, cristãos calcedonianos têm considerado o miafisismo em geral como "agradável" numa interpretação ortodoxa, mas eles, de toda forma, percebem o miafisismo das Igrejas Orientais Ortodoxas como uma forma de monofisismo. As Igrejas Orientais Ortodoxas rejeitam esta caracterização.

## História
O termo "miafisismo" surgiu como uma resposta ao nestorianismo. Como este tem as suas raízes na tradição antioquena e era contraposta à tradição alexandrina, cristãos na Síria e Egito que queriam se distanciar dos extremos do nestorianismo e desejam manter íntegra a sua posição teológica adotaram este termo para expressar sua posição.
A teologia do miafisismo é baseada no entendimento da natureza (em grego: φύσις; romaniz.: physis) de Cristo: divina e humana. Após navegar entre as doutrinas do docetismo (que afirmava que Cristo apenas "parecia ser" humano) e o adocionismo (que Cristo era um homem que foi escolhido por Deus), a Igreja começou a explorar o mistério da natureza de Cristo com mais profundidade. Dois pontos de vista em particular causaram controvérsia:
- Nestorianismo, que ressaltava a distinção entre o divino e o humano em Cristo de tal forma que parecia serem duas pessoas vivendo num mesmo corpo. Este ponto de vista foi condenado no Primeiro Concílio de Éfeso, provocando o cisma com a Igreja Assíria do Oriente.
- Eutiquianismo, que por sua vez salientava a unidade das naturezas de Cristo de tal forma que a divindade consumia completamente a sua humanidade, como um oceano consome um copo de vinagre. Esta visão foi condenada no Concílio de Calcedônia.

Em resposta ao eutiquianismo, este segundo concílio adotou o diofisismo, que claramente distingue entre "pessoa" e "natureza", afirmando que Cristo é uma pessoa em duas naturezas, mas enfatiza que as naturezas são "sem confusão, sem mudança, sem divisão e sem separação".
Os miafisistas (orientais ortodoxos) rejeitaram esta definição como sendo quase nestoriana e, ao invés disso, aderiram à fórmula proposta por Cirilo de Alexandria, o principal opositor do nestorianismo, que tinha falado de "um [mia] natureza do Verbo de Deus encarnado" (em grego: μία φύσις τοῦ θεοῦ λόγου σεσαρκωμένη; romaniz.: mia physis tou theou logou sesarkōmenē). A distinção desta posição era de que o Cristo encarnado tinha uma natureza, mas uma natureza que é ainda tanto divina quanto humana, com todas as características de ambas. Embora os miafisistas tenham condenado o eutiquianismo, ambos os grupos eram vistos como monofisistas por seus oponentes.
O Concílio de Calcedônia (451) é geralmente visto como um divisor de águas para a cristologia entre os calcedônios, pois nele foi adotado o diofisismo. Porém, conforme as Igrejas Orientais Ortodoxas, especialmente as coptas, no Egito, que mantinham o miafisismo, rejeitaram a decisão do concílio, a controvérsia se tornou um enorme problema sócio-político para o Império Bizantino. Houve diversas tentativas de reconciliação entre os campos (incluindo o Henótico, de 482) e o poder mudou de lado várias vezes. Porém, a decisão de Calcedônia continua o ensinamento oficial da Igreja Ortodoxa, da Igreja Católica e dos protestantes tradicionais (como os luteranos).
John Meyerdorff, um historiador deste período da história do cristianismo afirma que o ensinamento oficial da Igreja Ortodoxa não está expressado unicamente no credo calcedônio, mas numa fórmula "Calcedônia + Cirilo" - ou seja, a posição diofisista expressada por Calcedônia somada à expressão miafisista de Cirilo citada acima em sua interpretação ortodoxa - com a primeira tentando expressar a impossibilidade de expressar de um lado (o diofisista) e a última, o mesmo pelo lado miafisista, ambas necessárias e nenhuma das duas suficientes.

## Outras posições
Muito já foi dito sobre as dificuldades de entendimento dos termos técnicos gregos utilizados nestas controvérsias. As palavras principais são ousia (οὐσία - "substância"), physis (φύσις - "natureza"), hipóstase (ὑπόστασις - "hipóstase") e prosopon (πρόσωπον- "pessoa"). Mesmo em grego, seus significados se sobrepõem em alguma medida. Estas dificuldades se tornam ainda mais agudas quando estes termos técnicos são traduzidos para outras línguas. Em siríaco, physis foi traduzido como kyānâ (ܟܝܢܐ) e hipóstase como qnômâ (ܩܢܘܡܐ). Porém, na Igreja Assíria do Oriente, qnoma é entendido como significando natureza, confundindo ainda mais o assunto.